# Pakbon
Een pakbon is een bij een verzonden collo gevoegde omschrijving van de inhoud. De pakbon wordt door leveranciers bij de uitlevering van het collo toegevoegd. De pakbon bevat informatie over de in de collo aanwezige producten of materialen en in veel gevallen informatie over de afzender.
Een pakbon heeft twee doelen. De leverancier gebruikt hem om te weten wat er moet worden verstuurd en de ontvanger gebruikt hem om te controleren of de juiste hoeveelheid goederen is geleverd. In het geval van gevaarlijk stoffen of importheffingen kan een controleorgaan, zoals de douane, de pakbon gebruiken om te controleren of de voorschriften worden nageleefd. 